# Take-Two Interactive
Take-Two Interactive Software, Inc. (también referido como Take-Two o Take2) es una empresa estadounidense desarrolladora y distribuidora de videojuegos, fundada el 30 de septiembre de 1993. Su base central está en Nueva York, Estados Unidos, con una base internacional en Ginebra, Suiza. Sus equipos de desarrollo se encuentran situados en lugares entre los que se incluyen: San Diego, Vancouver, Toronto y Austin, Texas. Take-Two posee la totalidad de 2K Games y Rockstar Games. Ha desarrollado y publicado varios videojuegos notables, incluyendo su exitosa saga Grand Theft Auto, la saga de shooter Serious Sam, Midnight Club, la saga de Wéstern Red Dead, los polémicos Manhunt y Manhunt 2, y más recientemente Borderlands y BioShock. Posee 2K Games, la antigua compañía de Sega Visual Concepts, y publica los famosos títulos de 2K Sports. También publicó el videojuego de 2006 de Bethesda Softworks, The Elder Scrolls IV: Oblivion. Take-Two fue objeto de una OPA hostil por parte de su rival Electronic Arts en febrero de 2008. La oferta expiró el 18 de agosto de 2008 y, según Take-Two, no sería renovada. Sin embargo, según CNET, las dos compañías comenzaron a negociar confidencialmente el 25 de agosto de 2008.
Por mayo del 2017 Take-Two adquirió a la desarrolladora y distribuidora española de juegos sociales y móviles Social Point, creadores de Dragon City, por 250 millones de dólares, para potenciar las oportunidades de expansión de los juegos y el negocio de Social Point en el mercado asiático, bajo la distribución de Take-Two.
A partir de marzo de 2018, se convirtió en la segunda compañía de videojuegos que cotiza en bolsa en América y Europa, después de Activision Blizzard, con un valor en el mercado estimado de US $ 13 mil millones.

## Rumores sobre compra
El 23 de marzo de 2007 estaba planeada una reunión de la Junta Anual de Accionistas de la empresa, sin embargo, esta reunión fue atrasada hasta el día 29 de marzo de ese mismo año, con el objeto de disponer de más tiempo para analizar las acciones propuestas por un grupo de accionistas, además de evaluar otras medidas que podrían presentarse a los accionistas, incluida la posible venta de la empresa.
A días posteriores la posible venta de la empresa dio lugar a un rumor sobre la compra de dicha empresa por parte de Microsoft. Según fuentes internas de Rockstar Vancouver había comentarios que circulaban por dentro de la empresa que Microsoft habría puesto sobre la mesa una oferta para comprar la editora de origen británico, mostrando su profundo interés en la adquisición
Este rumor sobre la posible venta de la empresa, solo se quedó en un simple rumor y una posibilidad, la Junta se celebró el 29 de marzo de 2007 y tal y como se explica en la nota de prensa la reunión sirvió para hacer cambios en la directiva de la empresa.

## Polémica
El 14 de junio de 2017, Take-Two Interactive envió una carta de cese y desista a los desarrolladores de OpenIV, un programa que ayuda a los jugadores a crear mod para distintos juegos de Rockstar, como Grand Theft Auto V, Max Payne 3 y Grand Theft Auto IV, que lleva en marcha desde 2008. La denuncia obligó a OpenIV a cerrar según Take-Two "para impedir que terceros infrinjan nuestros derechos". Por el momento, Rockstar ha apoyado estas acciones. Sin embargo, la comunidad mayoritariamente se ha posicionado en contra y se han creado peticiones para cambiar esto, además de publicar críticas negativas de algunos de sus juegos.

## Estructura de la compañía
Las oficinas ejecutivas y la sede mundial de Take-Two se encuentran en la ciudad de Nueva York. La compañía dirige sus operaciones europeas desde Windsor, Inglaterra y sus operaciones asiáticas desde Singapur. A partir de 2018, el negocio principal de Take-Two es a través de dos etiquetas de publicación propias. Un estudio es Rockstar Games, también ubicada en la ciudad de Nueva York, y está especializada en el desarrollo y publicación de juegos de acción y aventura como Grand Theft Auto. El otro estudio es 2K, con sede en Novato, California, y se compone de sus divisiones 2K Games, 2K Sports y 2K Play. La división 2K Sports maneja el desarrollo y la publicación de los juegos de simulación deportiva de Take-Two, como la serie NBA 2K. 2K Play cubre videojuegos para niños y familias producidos por los estudios de Take-Two. 2K Games maneja casi todas las demás producciones de los estudios de desarrollo interno de Take-Two, así como títulos de terceros seleccionados (como la serie Borderlands desarrollada por Gearbox Software).
Por separado, Take-Two posee Private División, una distribuidora diseñada para ayudar a publicar y comercializar juegos de desarrolladores independientes de tamaño medio, como el programa espacial Kerbal de Squad. Finalmente, Take-Two posee Social Point, un desarrollador para el mercado de juegos móviles. Con esta estructura establecida desde 1997-1998, cada etiqueta se incorpora a las principales empresas operativas y tiene un mayor grado de autonomía y cada una con su propia infraestructura y recursos, gestión y estrategias de pérdidas y ganancias.
Take-Two se ha despojado de sus antiguas operaciones de fabricación y distribución en favor de la publicación digital y la distribución minorista de terceros. Desde 2016, aproximadamente la mitad de los ingresos de la compañía provienen de la distribución digital, ya sea de ventas digitales de juegos a través de computadoras personales o consolas, o mediante la monetización de videojuegos de sus computadoras, consolas y títulos móviles.

## Take Two, y sus récords
A lo largo de su historia Take Two, ha logrado romper varios récords en su momento y es junto a Activision Blizzard , las empresas desarrolladoras de videojuegos que más récords han roto en el mundo de los videojuegos. 
En el año 2001, Take Two, de la mano de Rockstar Games, lanzaban Grand Theft Auto III (a un año después de iniciar la sexta generación de videoconsolas ). Grand Theft Auto 3 lograría vender en sus primero 4 meses, 2 millones de copias. Para el 2008, Grand Theft Auto 3 tendría 14.5 millones de copias vendidas.
En 2002 lanzan Grand Theft Auto: Vice City, que en sus 2 días de estreno lograría vender 1.4 millones de copias, haciéndolo, en ese entonces, el juego más vendido en poco tiempo y el juego más vendido de ese año en Estados Unidos. Para julio del 2006, vendería más de 7 millones de copias totales, logrando ganar más de 300 millones de dólares en ventas solo en Estados Unidos desde su lanzamiento en 2002. Para el 2007, sus ventas alcanzarían las 8 millones de copias. Pará marzo del 2008 sus ventas alcanzarían los 17.5 millones de copias vendidas.
En octubre de 2004, se publica para la venta Grand Theft Auto: San Andreas, en solo 6 meses logró vender más de 12 millones de copias, y para el 2011 había logrado unas ventas totales de 27.5 millones de copias.
En 2008, dispusieron a la venta Grand Theft Auto IV, logrando romper récords en los medios del entretenimiento, en general. Con unas ventas de 310 millones de dólares en su primer día y de 500 millones de dólares en su primer fin de semana, cifra que rompería el récord establecido por Halo 3 en el 2007, con 170 millones de dólares en su primer día y 300 millones de dólares en una semana. También en ese entonces Grand Theft Auto 4, se convertiría hasta ese momento en el juego más caro en producción con un presupuesto de 100 millones de dólares. Grand Theft Auto 4, hasta julio del 2013 vendería 25 millones de copias.
Red Dead Redemption se publica en mayo de 2010 y durante sus primeras 3 semanas a la venta, el juego lograría vender más de 5 millones de copias y unas ganancias cercanas a los 400 millones de dólares. Para febrero del 2017, el juego habría logrado vender más de 15 millones de copias.
Bioshock Infinite, logró vender más de 3.5 millones de copias en sus primeros 3 meses y para enero de 2015, lograría vender 11 millones de copias y la saga llegaría a los 25 millones de copias, logrando más de 500 millones de dólares en ganancias.
Para el 2013 después de gran expectativa, es lanzado a la venta Grand Theft Auto V, siendo en ese entonces el juego más costoso, con unas ventas de 265 millones de dólares. Al día de hoy sigue siendo el juego más vendido en las primeras 24 hrs, en su primer fin de semana con unas ventas de 800 millones de dólares en 24 hrs y más de 1000 millones de dólares en 3 días y cerca de 14 millones de copias vendidas. Durante 6 años fue el medio de entretenimiento que mayores ventas había hecho en sus 3 primeros días, hasta que fue superado por la película Avengers: Endgame, que logró más de 1200 millones de dólares en taquilla en su primer fin de semana. Grand Theft Auto 5 logró romper 7 Récords Guinness para los videojuegos y sigue manteniendo la marca. Para mayo de 2020, el juego lleva vendido 130 millones de copias, convirtiéndose en unos de los juegos más vendidos de la historia, y ha generado unas ganancias de más de 6 mil millones de dólares.
En 2018 lanzan Red Dead Redemption 2, logrando la segunda mejor apertura de todos los tiempos para un videojuego. Con más de 725 millones de dólares en 3 días y cerca de 17 millones de copias vendidas en 2 semanas. Hasta el día de hoy, es el juego más descargado en la plataforma PlayStation Network. Para mayo de 2020, el juego ha logrado vender más de 31 millones de copias y la saga Red Dead, ha logrado unas ventas superiores a los 2,000 millones de dólares.
En 2019 es lanzado Borderlands 3 logrando más de 5 millones de copias vendidas en una semana, con ventas superiores a los 400 millones de dólares y logrando que la saga de Borderlands, llegará a los 1000 millones de dólares y 48 millones de copias vendidas entre los 3 juegos. Pará febrero de 2020, Borderlands 3 llegaría a los 8 millones de copias vendidas y la saga a los 51 millones de copias vendidas.

## Franquicias
Take-Two posee algunas de las franquicias más populares y vendidas dentro de los videojuegos. Por el cual su reputación dentro del medio es importante 
y ha logrando a través de los años, atraer a más público.
Grand Theft Auto Es considerada la buque insignia de Take-Two, siendo su franquicia más popular y la quinta franquicia de videojuegos más comercial. Es desarrollada por Rockstar Games y ha logrado vender desde su estreno en 1997 hasta mayo de 2020, 310 millones de unidades, siendo Grand Theft Auto V su juego más vendido con 130 millones de copias.

Logo de Rockstar Games

2K Games, uno de los desarrolladores más importantes para Take Two.

NBA 2K Es una de las sagas de deportes más populares de los videojuegos y la más vendida dentro del Baloncesto. En su inicio fue una saga propiedad de Sega entre 1999-2004, hasta que pasó a ser adquirida por 2K Sports. Desde febrero del 2019, NBA 2K ha logrado vender 90 millones de copias.
WWE 2K Esta serie de juegos está basada en la promoción de Lucha libre profesional,WWE. La saga era originalmente de THQ hasta su cierre en 2013, el cual Take-Two logró con los derechos, dándole el desarrollo a Visual Concepts junto a Yuke's y siendo distribuida bajo 2K Sports. La saga lleva vendidos cerca de 72 millones de copias desde mayo de 2020.
Borderlands Es una saga del género de acción y disparos en primera persona ambientados en escenarios space western y de ciencia ficción fantástica, desarrollados por Gearbox Software y distribuido por 2K Games. Para agosto de 2019 la saga lleva vendido cerca de 45 millones de copias, siendo 22 millones de Borderlands 2 y al estreno de Borderlands 3 la saga aumento a 50 millones de copias vendidas.
Red Dead Es una serie de videojuegos de acción-aventura western desarrollados por Rockstar San Diego y publicados por Rockstar Games. La temática es parecida la de Grand Theft Auto pero en el viejo oeste. La saga ha logrado vender más de 41 millones de copias entre sus 3 juegos.
BioShock BioShock es una serie de videojuegos Retrofuturista publicada por 2K Games y desarrollada por varios estudios, incluidos Irrational Games y 2K Marin. Los juegos BioShock combinan elementos de Juego de rol y Videojuego de disparos en primera persona, lo que le da al jugador la libertad de abordar el combate y otras situaciones, y se consideran parte del género inmersivo de simulación. Ha vendido cerca de 25 millones de copias entre sus 3 juegos hasta el 2015.
Midnight Club Es una serie de videojuegos de carreras arcade desarrollada por Rockstar San Diego y publicado por Rockstar Games. Es una da las más populares dentro del género de de carreras. centrándose en las carreras callejeras en entorno urbano de mundo abierto. a lo largo de sus 7 juegos ha vendido cerca de 18 millones de copias.
Mafia: The City of Lost Heaven Es una serie de Videojuegos de acción-aventura desarrollados por 2K Czech con la tercera entrega de Hangar 13, y publicados por 2K Games. La saga tiene una jugabilidad parecida al de Grand Theft Auto pero diferente temática, enfocándose en mafias y Gánsters de los años 1930, 1940 y 1950. La saga a lo largo de sus tres juegos ha logrado vender un total de 15 millones de copias.

## Empresas adquiridas
- 2K Games
  - Firaxis Games (adquirida en 2005)
  - Frog City Software
  - Irrational Games (adquirida en 2006)
  - Take-Two Licensing (conocida como TDK Mediactive)
  - Venom Games, Ltd.
- 2K Sports
  - Visual Concepts
  - Kush Games
  - Indie Built, Inc. (adquirida en 2004 y cerrada en 2006)
- 2K Play
  - Gathering of Developers
  - Gotham Games
  - TalonSoft
  - Cat Daddy Games
- Jack of All Games
- Joytech, Ltd.
- 2K Czech
- 2K China
- Rockstar Games, Ltd.
  - Rockstar North (conocida como DMA Design)
  - Rockstar Leeds (conocida como Mobius Entertainment)
  - Rockstar London
  - Rockstar Vancouver (conocida como Barking Dog Studios)
  - Rockstar San Diego (conocida como Angel Studios)
  - Rockstar Toronto (conocida como Rockstar Canada)
  - Rockstar Vienna (conocida como neo Software; Cerrada el 11 de mayo de 2006)
  - Rockstar Lincoln (conocida como Tarantula Studios)
  - Rockstar New England (conocida como Mad Doc Software)
- Social Point (adquirida el 01/feb/2016)